# جورج جيمس ماكدونالد
جورج جيمس ماكدونالد (بالإنجليزية: George James Macdonald)‏ هو مهندس مدني ومهندس نيوزيلندي، ولد في 30 سبتمبر 1921 في ويلينغتون في نيوزيلندا، وتوفي في 22 يناير 1982.